# Kluyvera intermedia
Espèce
Synonymes
- Enterobacter intermedius corrig. Izard et al., 1980
- Enterobacter intermedium Izard et al., 1980
- Kluyvera cochleae Müller et al., 1996

Kluyvera intermedia est une des espèces du genre bactérien Kluyvera. C'est un bacille à gram négatif de la famille des Enterobacteriaceae qui peut être présent dans les eaux, les sols, les mollusques et les humains.

## Description
Kluyvera intermedia est une bactérie anaérobie facultative à Gram négatif et mobiles, comme les deux premières espèces du genre Kluyvera,. Elle est catalase positive et oxydase negative. Elle peut croître sur milieu de MacConkey, gélose sang et gélose nutritive. Elles forment des colonies grises circulaires, convexes et lisses de 1 à 2 mm de diamètre après un jour de culture et jusqu'à 3 mm après deux jours. Elles peuvent fermenter le D-glucose ainsi que d'autres sucres. Sa croissance est possible entre les températures de 30 °C et 42 °C. Une combinaison de tests biochimiques est nécessaire pour la différencier des K. cryocrescens, K. ascorbata et Kluyvera georgiana. Les réactions biochimiques aux 3-phenylpropionate et m-coumarate permettent de la différencier de l'espèce K. georgiana.

## Habitat
Kluyvera intermedia a été isolée à partir de eaux de surface, les sols, les mollusques et ldifférents d'échantillons humains,,.

## Taxonomie

### Étymologie
L'étymologie de cette espèce bactérienne est la suivante : pour le nom de genre Kluy’ver.a. N.L. fem. n. Kluyvera nommées ainsi par Asai et al. (1956) pour honorer le microbiologiste hollandais Albert J. Kluyver et pour l'épithète de l'espèce in.ter.me’di.a. L. fem. adj. intermedia signifiant entre,.

### Historique
Kluyvera intermedia a d'abord été décrite comme Enterobacter intermedium puis corrigé en Enterobacter intermedius en 1980). En 1996, Müller décrit l'espèce Kluyvera cochleae qu'il différencie de Kluyvera georgiana et des deux premières espèces du genre, K. ascorbata et K. cryocrescens. En 2005, une nouvelle étude phylogénique montre que les Enterobacter intermedius et les Kluyvera cochleae font partie du genre Kluyvera et ne sont qu'une seule et même espèce dénommée alors Kluyvera intermedia. Comme les autres Kluyvera, elle fait partie de la famille des Enterobacteriaceae. La souche type de l'espèce K. intermedia, ATCC 33110 (=CIP 79.27=LMG 2785=CCUG 14183) est l'ancienne souche type d'E. intermedius. Les Kluyvera intermedia peuvent être isolées de Mollusques, d'eaux de surface, de sols et d'échantillons humains,.